# Atrachycnemis sharpi
Atrachycnemis sharpi är en skalbaggsart som beskrevs av Blackburn 1878. Atrachycnemis sharpi ingår i släktet Atrachycnemis och familjen jordlöpare. Inga underarter finns listade i Catalogue of Life.